# Ветранион
Ветранион (лат. Vetranio; понекад се погрешно наводи као Vetriano) је био искусни војник и официр. Изгледа да је био у положају magister militum. Командовао је над трупама у Илирику и Панонији. После смрти Констанса, Ветранион се нашао у Сирмијуму. Сестра цара Констанција II, августа Константина (кћи Константина Великог), затражила од њега да се прогласи за цара. То је овај и учинио у Сирмијуму, 1. марта 350. године. Константина је затражила да се Ветранион прогласи за цара, зато што је Констанцијевог брата Констанса убио Магненције, па је сматрала да је Ветранион може заштитити. 
Констанције је у први час изгледа прихватио Ветраниона за цара, дошло је чак до званичног сусрета у Наису (данас Ниш), али је касније, у децембру 350. године, одустао од те политике. Ветраниону је поштеђен живот и као обични грађанин је живео у Малој Азији, примавши издржавање од државе. Изгледа да је извршио самоубиство око 360. године. Ковања са Ветранионовим ликом су релативно драгоцена и могу се наћи на простору Србије. Главна ковница била је у Сисцији.
Амијан Марцелин представља Ветраниона као необразованог војника и наивну марионету.